# Aurora-Polka
Aurora-Polka (Polka Aurore) est une polka de Johann Strauss II (op. 165). L'œuvre est créée le 14 février 1855 à la salle de danse Zum Sperl à Vienne.

## Histoire
La polka est composée pour le bal de l'association des artistes Aurora lors du carnaval de 1855 et est créée à cette occasion. Cependant, l'association d'artistes nommée d'après la déesse romaine de l'aube (Aurore) ne dure pas longtemps : elle est dissoute peu après 1859, année où le compositeur écrit une dernière œuvre de ce genre pour l'Aurora, Auroraball-Polka. Par la suite, une deuxième association d'artistes est fondée, appelée Hesperus. Les trois frères Strauss y deviennent membres et enrichissent leurs bals d'œuvres nouvelles et anciennes. Aurora Polka est toujours dédiée à l'ancienne organisation. Elle figure longtemps au répertoire de l'orchestre de Strauss.

## Durée
Sa durée d'exécution est de 2 minutes et 46 secondes. Elle peut varier selon l'interprétation musicale du chef d'orchestre. 

## Postérité
En 1950, la pièce est jouée lors du célèbre concert du nouvel an à Vienne, sous la direction de Clemens Kraus.